# Prosopis juliflora
Prosopis juliflora är en ärtväxtart som först beskrevs av Olof Swartz, och fick sitt nu gällande namn av Dc. Prosopis juliflora ingår i släktet Prosopis och familjen ärtväxter.

## Underarter
Arten delas in i följande underarter:
- P. j. horrida
- P. j. inermis
- P. j. juliflora

## Bildgalleri

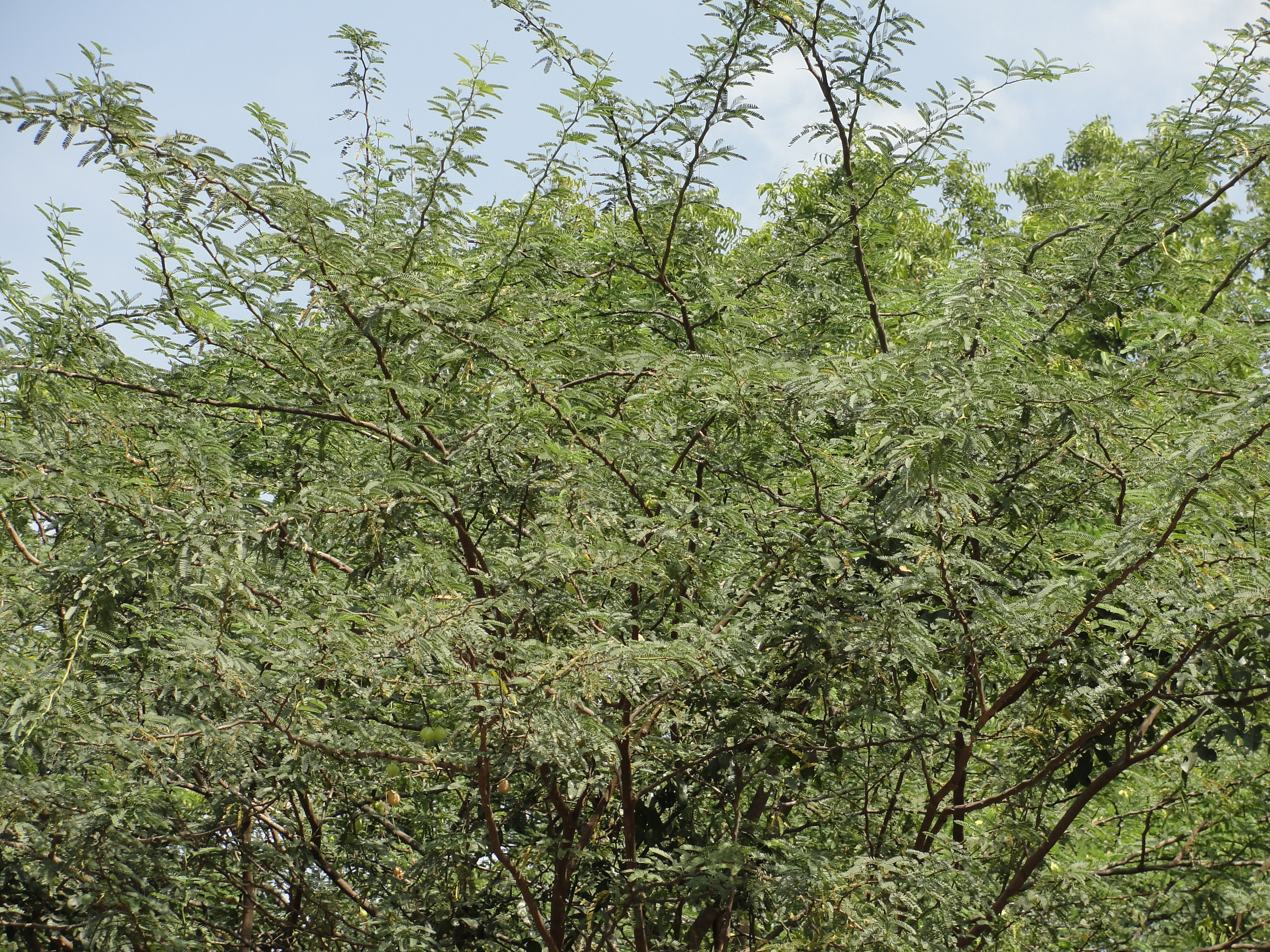
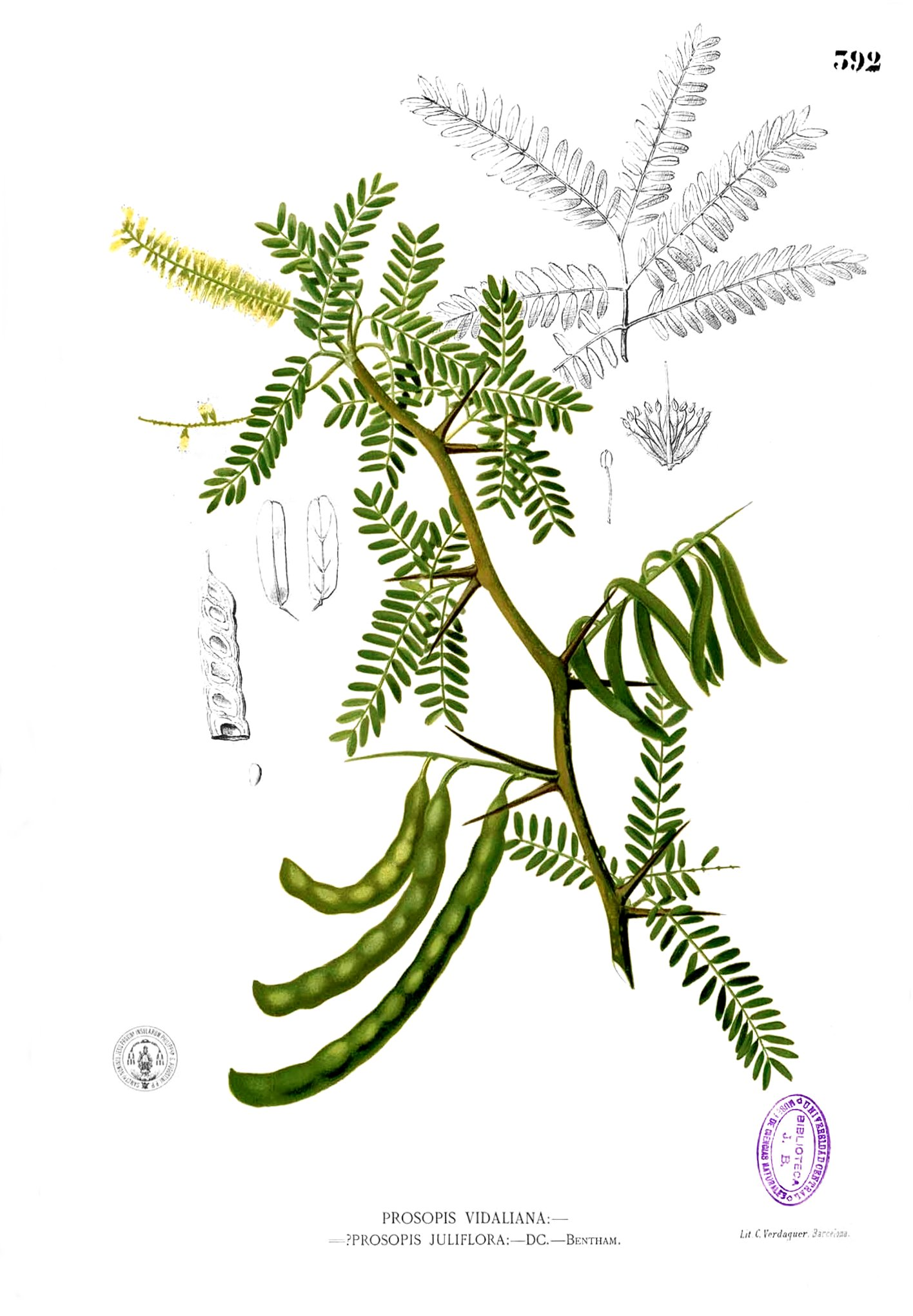
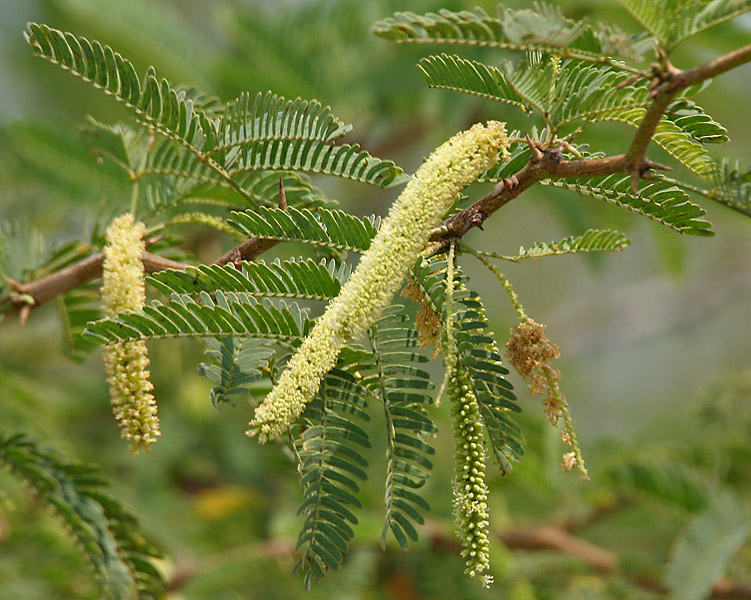
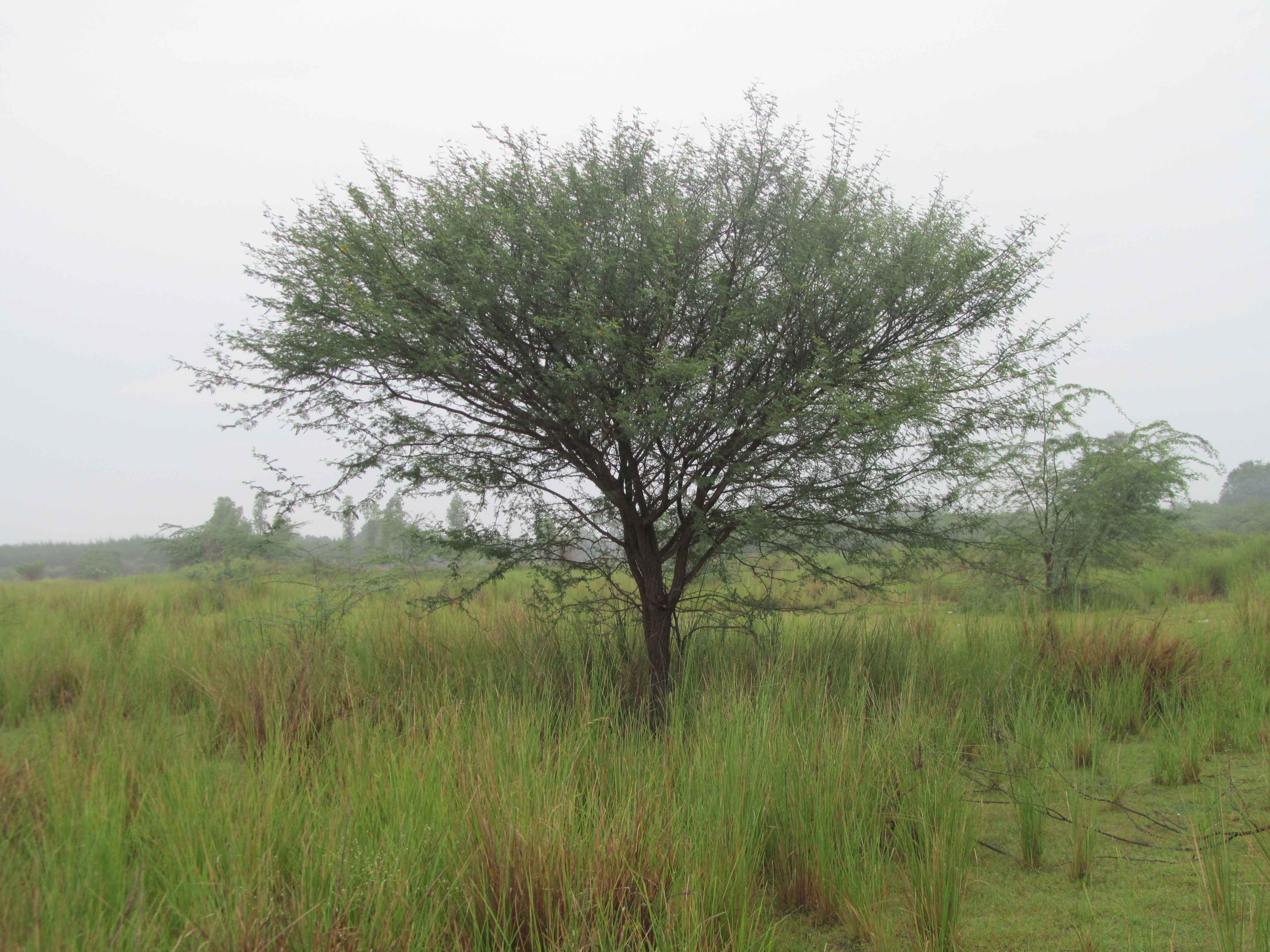
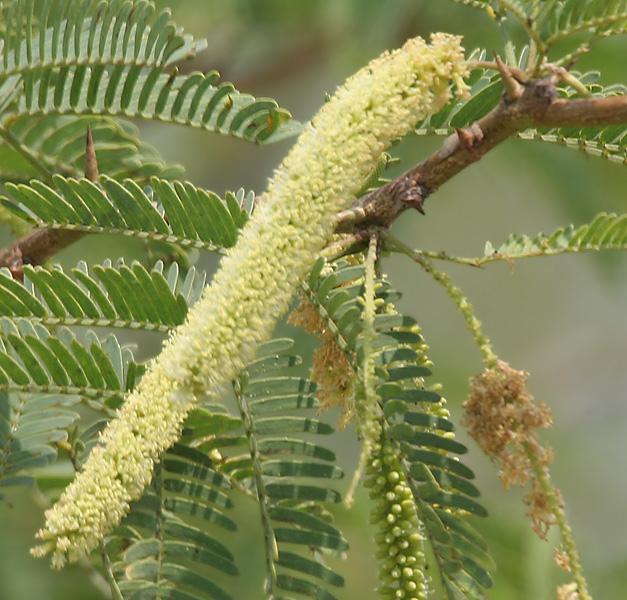
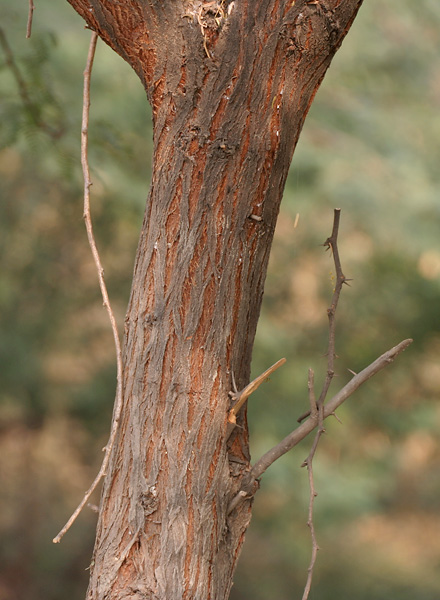